# Concordia Elbląg
Concordia Elbląg — polski klub piłkarski z siedzibą w Elblągu, utworzony w 1986 roku.

## Sukcesy
- 2. miejsce w III lidze podlasko-warmińsko-mazurskiej w sezonie 2011/12 i awans do II ligi (trzeci poziom rozgrywkowy)
- Wojewódzki Puchar Polski (2019, 2021, 2023, 2024)

## Trenerzy klubu od 2006 roku
- Lech Strembski
- Lech Strembski i Adam Boros wspólnie
- Lech Strembski
- Adam Boros
- Arkadiusz Matz
- Wojciech Grzyb
- Jesus Vicente Gimenez
- Łukasz Nadolny
- Krzysztof Machiński
- Adrian Żurański
- Mateusz Sobieraj
- Mateusz Bogdanowicz
- Marcin Szweda

## Kadra zespołu - sezon 2020/2021
Stan na 9 sierpnia 2020
| Nr | Poz. | Piłkarz                                                  |
| -- | ---- | -------------------------------------------------------- |
|    | BR   | Hubert Banach                                            |
|    | BR   | Dawid Spychalski                                         |
| 12 | BR   | Kamil Szawaryn                                           |
|    | OB   | Hubert Piech                                             |
| 18 | OB   | Tomasz Szawara                                           |
| 23 | OB   | Szymon Drewek                                            |
| 96 | OB   | Adrian Włoch                                             |
| 98 | OB   | Paweł Pelc                                               |
| 90 | OB   | Sebastian Kopeć                                          |
| 5  | OB   | Rafał Maciążek                                           |
| 30 | OB   | Mateusz Bogdanowicz                                      |
| 8  | OB   | Radosław Bukacki                                         |
|    | OB   | Marcin Kurs (wypożyczony z rezerw Chojniczanki Chojnice) |

| Nr | Poz. | Piłkarz           |
| -- | ---- | ----------------- |
|    | PO   | Jakub Rękawek     |
| 6  | PO   | Dominik Pawłowski |
|    | PO   | Patryk Burzyński  |
| 4  | PO   | Mariusz Pelc      |
|    | PO   | Hubert Otręba     |
|    | PO   | Łukasz Kopka      |
|    | PO   | Bartosz Danowski  |
|    | PO   | Jakub Bojas       |
|    | PO   | Mateusz Szmydt    |
| 10 | NA   | Radosław Lenart   |
| 23 | NA   | Szymon Ratajczyk  |
|    | NA   | Piotr Goljasz     |
|    | NA   | Anton Kolosov     |

## Występy ligowe
| Sezon   | Liga                                         | Pozycja | Punkty | Bramki | Uwagi                                                                           |
| ------- | -------------------------------------------- | ------- | ------ | ------ | ------------------------------------------------------------------------------- |
| 2004/05 | Liga okręgowa (grupa warmińsko-mazurska II)  | 12      | 32     | 36:50  |                                                                                 |
| 2005/06 | Liga okręgowa (grupa warmińsko-mazurska II)  | 4       | 58     | 83:38  |                                                                                 |
| 2006/07 | Liga okręgowa (grupa warmińsko-mazurska II)  | 1       | 74     | 87:27  | awans                                                                           |
| 2007/08 | IV liga (grupa warmińsko-mazurska)           | 6       | 51     | 52:39  | Reforma rozgrywek po sezonie                                                    |
| 2008/09 | III liga (grupa podlasko-warmińsko-mazurska) | 3       | 55     | 51:34  |                                                                                 |
| 2009/10 | III liga (podlasko-warmińsko-mazurska)       | 5       | 48     | 51:41  |                                                                                 |
| 2010/11 | III liga (podlasko-warmińsko-mazurska)       | 4       | 48     | 47:33  |                                                                                 |
| 2011/12 | III liga (podlasko-warmińsko-mazurska)       | 2       | 58     | 51:21  | Awans z 2. miejsca po rezygnacji ze startu w II lidze Startu Działdowo          |
| 2012/13 | II liga (grupa wschodnia)                    | 17      | 31     | 25:47  |                                                                                 |
| 2013/14 | II liga (grupa wschodnia)                    | 17      | 32     | 26:56  | spadek                                                                          |
| 2014/15 | III liga (grupa podlasko-warmińsko-mazurska) | 10      | 42     | 35:48  |                                                                                 |
| 2015/16 | III liga (grupa podlasko-warmińsko-mazurska) | 8       | 52     | 48:42  |                                                                                 |
| 2016/17 | III liga (grupa I)                           | 15      | 39     | 59:57  | spadek                                                                          |
| 2017/18 | IV liga (grupa warmińsko-mazurska)           | 3       | 51     | 52:37  |                                                                                 |
| 2018/19 | IV liga (grupa warmińsko-mazurska)           | 1       | 83     | 104:19 | awans                                                                           |
| 2019/20 | III liga (grupa I)                           | 9       | 27     | 23:25  |                                                                                 |
| 2020/21 | III liga (grupa I)                           | 17      | 45     | 44:46  | spadek                                                                          |
| 2021/22 | IV liga (grupa warmińsko-mazurska)           | 1       | 73     | 91:23  | awans                                                                           |
| 2022/23 | III liga (grupa I)                           | 16      | 33     | 38:61  | Utrzymanie się w związku z wycofaniem się Sokoła Ostróda po zakończeniu sezonu. |
| 2023/24 | III liga (grupa I)                           | 16      | 30     | 37:98  | spadek                                                                          |
| 2024/25 | IV liga (grupa warmińsko-mazurska)           | 7       | 47     | 51:42  |                                                                                 |

| Oznaczenie kolorami |
| ------------------- |
| III poziom ligowy   |
| IV poziom ligowy    |
| V poziom ligowy     |